# Blue Socks
De Blue Socks is een honkbal en softbalvereniging uit Veenendaal.

## Geschiedenis
De vereniging werd op 12 januari 1965 opgericht als V.H.C., Veenendaalse Honkbal Club, en bestond toen uit een herenhonkbalteam en een damessoftbalteam. Het veld waarop gespeeld werd was toentertijd gelegen op het Panhuis. Op 6 januari 1978 werd de vereniging ingeschreven in het verenigingsregister. In 1977 verhuisde de vereniging naar het sportpark Spitsbergen in Veenendaal-oost. Op 7 februari 1981 werd het herensoftbal opgericht. De vereniging bestond toen uit een honderdtal leden die zowel honkbal als softbal speelden. De naam Blue Socks werd in de jaren tachtig bedacht door een van de spelers van het toenmalige herenhonkbalteam, Piet van Schuppen. De naam verwijst naar het woord "blauwkous" een oude bijnaam voor Veenendalers die terugvoert op een oude machinale textielfabriek, de Machinale Sajetfabriek MSF uit 1890 die blauwe geverfde textieldraad produceerde ("sajet") waar kousen van gemaakt werden.

## Vereniging
Momenteel telt de vereniging ruim 200 leden waarvan het grootste gedeelte actief is in softbal. De vereniging heeft zes honkbalteams, zeven softbalteams in zowel volwassen als jeugdklassen en een recreantenteam. Het eerste herenhonkbalteam komt uit in de derde klasse van de KNBSB, het eerste damessoftbalteam in de tweede klasse en het eerste en tweede herensoftbalteam in de tweede klasse. De honkbalvelden zijn gelegen op sportpark Spitsbergen en de vereniging beschikt over een eigen kantine. De velden worden beheerd door de gemeentelijke sportstichting en onderhouden door de gemeente. In 2003 werd er groot onderhoud gepleegd, twee velden verplaatst en de hoofdvelden van nationale afmetingen voorzien. Ook werd het gaaswerk vernieuwd en zes nieuwe dug-outs gebouwd.